# Zavoj, Nordmakedonien
Zavoj (makedonska: Завој) är en liten by i kommunen Ohrid i sydvästra Nordmakedonien. Byn ligger cirka 12 kilometer nordost om Ohrid. Zavoj ligger högt upp i bergen, och saknar skola samt affärer. I byn finns omkring 100 hus. Zavoj hade 1 invånare vid folkräkningen år 2021.